# Championnat de Biélorussie de football 2009
Navigation
Saison précédente Saison suivante
La saison 2009 du Championnat de Biélorussie de football était la 19e édition de la première division biélorusse. Elle regroupe les quatorze meilleurs clubs biélorusses au sein d'une poule unique qui s'affrontent en matchs aller et retour. En fin de saison, afin de faire passer le championnat de 16 à 12 clubs en 2 ans, les trois derniers du classement sont relégués en D2 et remplacé par le meilleur club de First League.
Le FC BATE Borisov, triple tenant, conserve une nouvelle fois son titre en terminant en tête du championnat, avec 12 points d'avance sur le FK Dynamo Minsk et 22 sur le FK Dnepr Moguilev. C'est le 6e titre de champion de l'histoire du club.

## Les 14 clubs participants
| - FK Dynamo Minsk - MTZ-RIPO Minsk - FK Dynamo Brest - Torpedo Jodzina - FK Neman Grodno - FK Dnepr Moguilev - FK Minsk - Promu de First League | - Naftan Novopolotsk - FK Vitebsk - Shakhtyor Soligorsk - FC BATE Borisov - FK Smorgon - FK Gomel - Granit Mikachevitchy |

## Compétition
Le barème de points servant à établir le classement se décompose ainsi :
- Victoire : 3 points
- Match nul : 1 point
- Défaite : 0 point

### Classement
| Rang | Équipe               | Pts | J  | G  | N | P  | Bp | Bc | Diff |
| ---- | -------------------- | --- | -- | -- | - | -- | -- | -- | ---- |
| 1    | FC BATE BorisovT     | 62  | 26 | 19 | 5 | 2  | 55 | 16 | +39  |
| 2    | FK Dynamo Minsk      | 50  | 26 | 14 | 8 | 4  | 38 | 18 | +20  |
| 3    | FK Dnepr Moguilev    | 40  | 26 | 12 | 4 | 10 | 31 | 26 | +5   |
| 4    | Naftan NovopolotskC  | 38  | 26 | 12 | 2 | 12 | 28 | 39 | -11  |
| 5    | FC Brest             | 38  | 26 | 10 | 8 | 8  | 30 | 24 | +6   |
| 6    | Shakhtyor Soligorsk  | 38  | 26 | 10 | 8 | 8  | 33 | 28 | +5   |
| 7    | FK Neman Grodno      | 37  | 26 | 11 | 4 | 11 | 23 | 31 | -8   |
| 8    | Torpedo Jodzina      | 37  | 26 | 10 | 7 | 9  | 31 | 22 | +9   |
| 9    | FK MinskP            | 36  | 26 | 11 | 3 | 12 | 33 | 26 | +7   |
| 10   | FK Vitebsk           | 32  | 26 | 10 | 2 | 14 | 26 | 37 | -11  |
| 11   | MTZ-RIPO Minsk       | 30  | 26 | 8  | 6 | 12 | 34 | 38 | -4   |
| 12   | FK Gomel             | 29  | 26 | 8  | 5 | 13 | 31 | 48 | -17  |
| 13   | Granit Mikachevitchy | 25  | 26 | 6  | 7 | 13 | 27 | 39 | -12  |
| 14   | FK Smorgon           | 15  | 26 | 2  | 9 | 15 | 17 | 46 | -29  |

|  | Qualification pour la Ligue des champions 2010-2011 |
|  | Qualification pour la Ligue Europa 2010-2011        |
|  | Qualification pour la Ligue Europa 2009-2010        |
|  | Relégation en deuxième division                     |

## Bilan de la saison
| Championnat de Biélorussie de football 2009 |                            |
| Champion                                    | FC BATE Borisov (6e titre) |
| Coupes et trophées                          |                            |
| Vainqueur de la Coupe de Biélorussie 2009   | Naftan Novopolotsk         |
| Qualifications continentales                |                            |
| Ligue des champions 2010-2011               | FC BATE Borisov            |
| Ligue Europa 2009-2010                      | Naftan Novopolotsk         |
| Ligue Europa 2010-2011                      | FK Dynamo Minsk            |
| Promotions et relégations                   |                            |
| Promus en Premier League                    | FK Belshina Babrouïsk      |
| Relégués en First League                    | FK Gomel                   |
| Relégués en First League                    | Granit Mikachevitchy       |
| Relégués en First League                    | FK Smorgon                 |